# Saint-Remy-Chaussée
Saint-Remy-Chaussée és un municipi francès, situat a la regió dels Alts de França, al departament del Nord. L'any 2006 tenia 2.622 habitants. Es troba a 93 km de Lilla, a 108 km de Brussel·les, a 125 km de Reims (Marne), a 44 km de Valenciennes, a 42 km de Mons, a 62 km de Charleroi (B), a 25 km de Fourmies, a 18 km de Maubeuge, a 9 km d'Avesnes-sur-Helpe i al costat de Monceau-Saint-Waast.

## Demografia
| 1962                                       | 1968 | 1975 | 1982 | 1990 | 1999 |
| ------------------------------------------ | ---- | ---- | ---- | ---- | ---- |
| 536                                        | 556  | 470  | 474  | 487  | 469  |
| Des de 1962: població sense dobles comptes |      |      |      |      |      |

## Administració
| Període   | Identitat           | Partit |
| --------- | ------------------- | ------ |
| 2001-2008 | Jean-Pierre Legrand |        |
| 2008-     | Didier Willot       |        |